# دارما الإكاسارانا

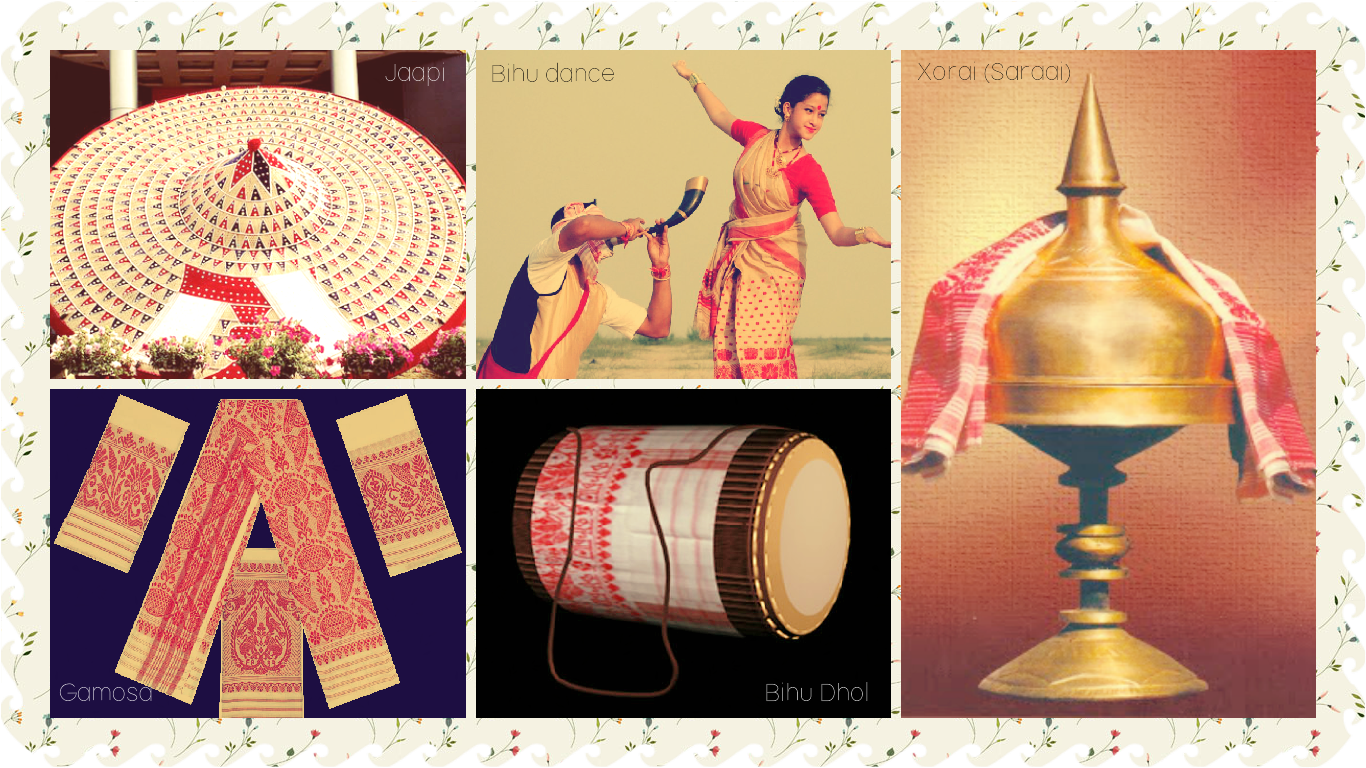

دارما الإكاسارانا (بالآسامية এক শৰণ ধৰ্ম; أي: دين اللجوء إلى الواحد) هو دين حلولي نشرته السريمانتا سنكارديفا في القرنين الخامس عشر والسادس عشر في ولاية آسام الهندية. ترفض دارما الإكاسارانا الشعائرية الفيدية وتركز على الإخلاص (بكتي) لكريشنا على هيئة الاستماع الجماع وإنشاد اسمه وأفعاله (كيرتاري) و(سرافان). ويسمّى هذا الدين أيضًا: إكا سارانا هاري نام دارما.
جذب هذا الدين البسيط المتاح شعوبًا مهندَسة وأخرى غير هندوسية فصارت متساوية في نطاقه الجامع. ما زال المبتدئون في الدين يمارسون طقوس انضمام تسمى زورون لوا (أخذ-المأوى، أو سارانا)، ويشرف على هذه الطقوس الماهانتان وهم رؤساء المؤسسات الديرية المسماة الساترات الذين لهم سلالة رسولية تنتهي إلى سنكارديف. يرفض بعض القائمين على الأديرة، لا سيما من أتباع البراهما سانغاتي، السلالة الرسولية من سنكارديف بسبب الانقسام المبكر في النظام. تجري بعض المؤسسات الإصلاحية الجديدة طقوس الانضمام زورون لوا خارج مؤسسة الساترا. كان للمؤسسات التي تنشر الإكا سارانا مثل الساترا (الأديرة) والنامغار الريفية (بيوت الصلاة) أثر كبير في تطور الصبغة الاجتماعية لآسام. أدت الإبداعات الفنية التي انبثقت من هذه الحركة إلى ولادة أشكال جديدة من الأدب والموسيقا (البورغيتات أو الأغاني السماوية) والمسرح (أنكيا نات) والرقص (رقصة الساتريا).
النص الديني المركزي في هذا الدين هو باغافات سنكارديفا، وهو مشتق من النص السنسكريتي باغافاتا بورانا، إذ ترجمته وعدلته السريمانتا سنكارديفا وآخرون من مدرسة إكا سارانا الدينية. وإلى جانب هذا الكتاب كتابان من الأناشيد من أجل الإنشاد الجماعي: هما كتاب ميرتان غوكسا الذي كتبته سنكارديفا ونام غوكسا الذي كتبه مادابديف. هذه الكتب مكتوبة باللغة الآسامية.
يسمى هذا الدين أيضًا ماهابوروكسيا لأنه قائم على عبادة الماهابوروكس أو الماهابوروش (في السنسكريتية: ماها تعني الأعلى، وبوروش تعني الكائن)، وهو لقب الشخصية الروحية العليا في الباغافاتا ويسمى أتباعه ماهابوروكسيا، وسنكاري، وأسماء أخرى. مع الوقت، صار اسم الماهابوروكس يطلق على سنكارديفا ومادابديف، وهما المعلمان الرئيسان. من خصائص هذا الدين عدم الانتساب إلى نظام الفارنا الهندوسي ورفضُ الكارما الفيدية.
ورغم النظر إلى هذا الدين عادة على أنه جزء من حركة البكتي الهندية الجامعة، فإنه لا يشرك بعبادة كريشنا الإله رادا، وهو أمر شائع في المدارس الفاشينافية الأخرى. ومما اختصت به نمط الداسيا في العبادة. تاريخيًّا، كان هذا الدين ضد نظام الطبقات، وضد تقريب القرابين الحيوانية، وهو أمر شائع في الفرق الأخرى من الهندوسية، لا سيما السكتية. وبسبب المساواة في هذا الدين، كان تحدّيًا كبيرا للهندوسية البراهمية، وتحول إليها ناس من كل الطبقات والعرقيات والأديان (حتى من الإسلام).

## الإله المعبود والخلاص
ركز المعلمان الأولان والقادة الدينيون اللاحقون في دين الإكاسارانا على ممارسة البكتي الدينية وابعتدوا عن المواقف الفلسفية المعقدة. ومع ذلك فقد أشير في الكتب الكبيرة في هذا الدين إشارات متفرقة إلى مواقف الكاتبين سنكارديفا ومادافيدا الثيوصوفية التي تعود أصولها إلى الباغافات بورانا وفيها أثر أدفايتي قوي جاء من التفسير الذي كتبه سريدار سوامي وسماه بافارثا ديبيكا. ولكن تفسير سنكارديفا لهذه النصوص يُعتَقَد أنه «أصيل وجديد». يعتقد العلماء أن هذه النصوص غير متبعة بكاملها وأن بعض الانقسامات كانت تظهر في الكتب لا سيما عندما تتعارض المواقف الفلسفية الأصلية مع التركيز على البكتي في الإكاسارانا دارما.

### طبيعة الإله
رغم أن الإكاسارانا تعترف بالإله غير المشخص (نيرغونا)، فهي تعرّف الإله المشخص (ساغونا) على أنه هو الإله المعبود، وهو النارايانا الباغافادي البوراني. والمبدأ الوحيد الذي يفرق الإله المشخص عن الإله غير المشخص هو فعل الخلق، فنارايانا هو الذي خلق كل شيء. وخلافًا لفايشنافية الغوديا فإنها تقول إنه لا فرق بين براهمان وباراماتمان وباغافات، وهؤلاء في الإكاسارانا ثلاثة تسميات للحقيقة العليا نفسها.
رغم أن نارايانا يكون أحيانا مرادفا لفيشنو، فإن الآلهة فيشنو وبراهما وشيفا يعتبرون آلهة من مستوى أدنى.
نارايانا هو الإله المشخص المعبود الذي يُنظَر إليه على أنه محبّ محبوب، وله صفات حسنة تجذب الأتباع. وهو غير مثنى، وهو قادر على كل شيء وعالم بكل شيء، وهو الخالق الحفيظ والذي يدمّر كل شيء. وله أيضًا صفات أخلاقية مثل كارونامايا (الرحمة) وديناباندو (صداقة الفقراء) وباكتا-فاستالا (محبوب المخلصين) وباتيت بافانا (مخلّص العصاة)، وهذه الصفات تجعله جاذبًا للأتباع. ومع أن الإكاسارانا لا يرفض وجود آلهة أخرى، فإنها تؤكد في الوقت نفسه على أن نارايانا هو الإله الوحيد المستحق للعبادة، ويستبعَد فيها الآلهة الأخرى.

#### كريشنا
بحسب الباغافاتا بورانا فإن المعبود في الإسكارانا هو كريشنا، وهو الحقيقة المطلقة نفسها. وكل الآلهة الأخرى خاضعة له. براهمان وفيشنو وكريشنا كلهم كيان واحد. كريشنا هو الإله المعبود المطلق الوحيد في النظام. كريشنا عند سنكارديفا هو نارايانا، وهو الحقيقة المطلقة أو باراما براهما، وليس مجرد تجسد لفيشنو. كريشنا هو الرب نفسه. وفي الإسكارانا دارما أن نارايانا (أي كريشنا) هو سبب الخلق ونتيجته، ويؤكد هذا الدين على أن نارايانا هو الحق الوحيد. ومن الجهة الفلسفية، فإن نارايانا هو الروح المطلقة (بارام براهما). يسميه اليوغيون باراماتما، أي المتحكم في كل الحواس. أما عندما يتصر نارايانا بهذا الكون، فيسمي نفسه باغافانتا. تعزى بعض صفات الإله غير المشخص في الفلسفات الأخرى إلى نارايانا في الإسكارانا بعد أن تؤوَّل.

### جيفا والخلاص
تدعى النفس المجسدة جيفا أو جيفاتما، وهي نفسها نارايانا. تحيط بهذه النفس المايا لذلك تعاني من المآسي، وعندما تدمر الأنا (الأهمكارا)، تصبح الجيفا هي براهما. تحصل الجيفا على المكتي (أي التحرر) عندما تعود إلى حالتها الطبيعية (وتذهب المايا). ومع أن الأديان الفايشنافيتية الأخرى (رامانوجا ونيمباركا وفالابها وكايتينيا)، تعترف فقط بالفيديهامكتي (أي المكتي بعد الموت)، فإن معلمي الإكاسارانا يؤمنون بهذا ويؤمنون أيضًا بالجيفامكتي (المكتي في خلال الحياة). ترفض الإكاسارانا نوعًا من أنواع الفيديها مكتي الخمسة، هو السايوجيا، وفيه يمتص الإله الجيفا ويخلصها من النقاء والنعيم المرتبطين بالبكتي. فالبكتي ليست طريقة للوصول إلى المكتي بل هي هدف في نفسها، وهذا ما تؤكده كتبات الإكاسارانا بقوة، يبدأ بتوفير الأتباع الذين لا يفضلون المكتي.

### كريشنا هو نفسه نارايانا
يتجلى نارايانا بالأفتارات، وكريشنا هو أكمل الأفتارات وليس تجليًا جزئيًّا له، بل هو نارايانا نفسه. ويُعبَد نارايانا عادة في شكل كريشنا. وصف كريشنا قائم على وصفه الموجود في باغافات بوران، وهو الذي يسكن في الفايكونتا مع أتباعه. لذا فإن الشكل المعبود مختلف عن الأشكال الأخرى من الأديان الكريشنية (رادا كريشنا في كاتينيا وغوبي كريشنا في فالاباتشاريا، وروكميني كريشنا في ناماديفا، وسيتي راما في رامانادا). يعد شكل العبادة متشبعا بالداسيا والباليا بافا في كتب سنكارديف ومادابديف. ويغيب مادورا بافا، رغم ظهوره البارز في أديان أخرى.